# Navidad (film)
Nevidad è un film del 2009 diretto da Sebastián Lelio.
Pellicola di produzione cilena con protagonisti Manuela Martelli, Diego Ruiz e Alicia Rodríguez.

## Trama
Alejandro e Aurora sono due giovani che, il giorno di Natale visitano la casa del padre della ragazza morta per raccogliere alcuni effetti personali che vogliono salvare prima che la proprietà viene venduta.

## Riconoscimenti
- Festival Internazionale di Cinema di Viña del Mare - Migliore regista (2009)